# 光GENJI ファーストライブ
『光GENJI ファーストライブ』は、光GENJIのコンサートビデオ、DVD。VHSは1988年5月25日発売。また、DVDは2003年7月16日に発売。発売元はポニーキャニオン。

## 概要
1988年1月5日 - 24日に行われたコンサート「'88 FIRST STAGE」の模様を収録したコンサートVHS、DVDである。収録されている映像は1月24日のもの。
ボーナストラックとして「パラダイス銀河」のフルサイズ・アニメPVが収録されており、VHSでは「パラ銀アニメ全編完成！」と書かれたイラスト付きスリーブケース仕様のものが限定生産されていた。
| 規格 | 発売日        | レーベル         | 品番       |
| ---- | ------------- | ---------------- | ---------- |
| VHS  | 1988年5月25日 | ポニーキャニオン | V48M 1644  |
| DVD  | 2003年7月16日 | ポニーキャニオン | PCBP-50842 |

## 収録曲
1. THE WINDY
2. NOWHERE FAST
Fire Inc. のカバー
3. JAILHOUSE ROCK
映画「Jailhouse Rock」より
エルヴィス・プレスリーのカバー
4. WHAT'D I SAY
レイ・チャールズのカバー
DVD、VHSでは「WHAT I SAY」と表記されているが、これは誤表記であり、正しくは「What'd I Say」である。
5. BLUE SUEDE SHOES
カール・パーキンスのカバー
DVD、VHSでは「BLUE SUAED SHOES」と表記されているが、これは誤表記であり、正しくは「Blue Suede Shoes」である。
6. STAR LIGHT
7. ジャクソンズ・メドレー
  1. Don't Stop 'Til You Get Enough
  2. Lovely One
  3. Things I Do for You
8. ガラスの十代
9. 初恋 - 内海光司
田原俊彦のカバー
10. ほのかに甘くHOLIDAY - 山本淳一、佐藤敦啓、赤坂晃
11. BAD BOY - 大沢樹生
12. RAINY GIRL - 諸星和己
13. アフタースクール - 大沢樹生
田原俊彦のカバー
14. 哀しきハイスクール - 山本淳一
近藤真彦のカバー
15. ごぶさた I Love You- 佐藤寛之
田原俊彦のカバー
16. ひとりぼっちのバースデー - 諸星和己
近藤真彦のカバー
17. ジュリエットへの手紙 - 赤坂晃
田原俊彦のカバー
18. ザ・青春セイリング
田原俊彦のカバー
19. Lovesick Rain
田原俊彦のカバー
20. インディ・ジョーンズにはかなわない
21. 月光に叱られて
22. 哀しみのレスキュー
23. どうもありがとう
24. Graduation
25. STAR LIGHT
26. ガラスの十代

特典映像
1. パラダイス銀河アニメPV（楽曲自体はTV披露サイズ）

## クレジット
ステージスタッフ
- 構成・演出：ジャニー喜多川
- 振付：ボビー吉野
- プロデューサー：大和剛、木村和丈
- 舞台監督：安藤千秋
- 舞台進行：板野俊雄、笹倉弘行
- 美術：小柴季彦
- 照明：砂川善隆
- 音響：園田孝二

VTRスタッフ
- エグゼクティヴ・プロデューサー：ジャニー喜多川
- 技術：柳原成
- カメラ：吉田治、海老谷充、奈良岡敏勝、鈴木康夫、勝俣修、塚越勲、佐藤裕宏、赤沢弘道、田之中勝
- ビデオエンジニア：寺田忠志、吉田均、佐野恵一、宮原満明
- 音声：青木伸愛、山田圭一、福沢整
- 編集：三木貞義、平田孝聡
- アシスタントディレクター：加地克也
- ディレクター：永井恵一
- プロデューサー：大和剛、小滝祥平
- 音楽プロデューサー：渡辺有三
- 音楽ディレクター：中山藤幸
- スーパーバイザー：ジュリー・ケイ
- 制作協力：CROW STUDIO、TAMCO、東通企画
- 制作・著作：ジャニーズ事務所
- 製作：ポニーキャニオン

## 光GENJI '88 FIRST STAGE データ
| 都道府県 | 会場             | 公演期間 （1988年） | 公演回数 |
| -------- | ---------------- | ------------------- | -------- |
| 東京都   | 東京厚生年金会館 | 1月5日 - 1月6日     | 4        |
| 大阪府   | 大阪厚生年金会館 | 1月10日、1月15日    | 4        |
| 愛知県   | 愛知厚生年金会館 | 1月17日             | 2        |
| 東京都   | 日本武道館       | 1月23日 - 1月24日   | 4        |